# Artistone
Artistone (in greco: Ἀρτυστώνη, Artistun; in persiano antico: *Artastūnā; in elamico: Ir-taš-du-na; VI secolo a.C.) è stata una principessa persiana, figlia del re di Persia Ciro II e moglie di Dario I.

## Biografia
Artistone era una delle figlie del re di Persia Ciro il Grande. Era dunque sorella di Atossa, Cambise II e Bardiya. Quando Dario I salì al trono, volle sposarla per legittimare la sua ascesa al potere, rafforzando dunque la sua parentela con la famiglia di Ciro. Per la stessa ragione Dario sposò anche la sorella di Artistone, Atossa. Artistone tuttavia fu la moglie che Dario amò di più, al punto che per lei fece costruire una statua d'oro.
Negli archivi del tesoro di Persepoli sono presenti informazioni che testimoniano come Artistone possedesse molti palazzi in tutta la Persia ed esercitasse una grande influenza sulla vita di corte. Secondo le fonti, Artistone diede tre figli a Dario: Arsame, Gobria e Artozostra, che andò in sposa al generale persiano Mardonio.

### Fonti primarie
- Erodoto, Storie (Erodoto).

### Fonti secondiarie
- William Smith, Dictionary of Greek and Roman Biography and Mythology, 1849.